# Aleksander Vinter
Aleksander Vinter   (Oslo, 16 d'abril de 1987) és un músic noruec. Ha publicat una gran quantitat de treballs sota nombrosos àlies, però és més conegut pel seu treball sota el pseudònim Savant. I ho havia fet amb els noms Vinter in Hollywood, Vinter in Vegas, Datakrash, Blanco, Megatron, Numa, The Protos i Twin World.

## Biografia
Aleksander va créixer a Holmestrand, Noruega. El seu primer contacte amb la música fou als 4 anys quan començà a usar un orgue elèctric Yamaha. A l'edat de 10 anys demanà a la seva mare un teclat sintetitzador, però degut a problemes financers hagué de passar-se amb el vell i defectuós teclat Casio de la seva germana en el qual només podia tocar dues notes simultàniament. Va ser en aquest punt en què descobrí el trance i digué a la seva mare "Vull un ordinador, vull fer música".
Aleksander començà a emprar el programa eJay per a produir música Drum and Bass durant un any, abans de trobar el programa FastTracker, que va emprar per a crear música inspirada pels seus videojocs preferits. Aleksander utilitzà posteriorment el programa FL Studio i seguí treballant amb la música electrònica.
Més tard s'uní a una banda de black metal anomenada No Funeral, com a teclista, però ben aviat decidí fer la seva pròpia música heavy metal amb l'ordinador. Continuà experimentant amb la música house, trance i Metal.
El 2009 tragué el seu àlbum de debut "Outbreak", sota l'àlies de Vinter in Hollywood. Fou nominat en la categoria de música electrònica en els Premis Grammy Noruecs del 2009. El 2011 firmà amb SectionZ Records, i tragué el nou àlbum "Mamachine" amb l'àlies de Vinter in Vegas i l'àlbum Ninur, signant Savant. El 2013, D-Pad Studio llançà el joc "Savant: Ascent" per a PC, Android i iOS.
El 2013, el seu seguiment va augmentar a mesura que es va embarcar en dues gires per Amèrica del Nord. Entre gires, va publicar l'àlbum Cult i va proporcionar música per al joc Savant - Ascent de D-Pad Studio. Orakel es va publicar l'11 de desembre de 2013.
El seu àlbum Invasion es va publicar el gener de 2015 i va portar a deadmau5 a anomenar Savant "el canvi que necessita la música electrònica de ball".
El 2016, va publicar diversos senzills, incloent-hi "Cassette", un àlbum de set cançons amb un senzill que es reprodueix en diferents gèneres, i "Get It Get It", una col·laboració de hip-hop amb DMX i Snoop Dogg. El 15 de juliol va publicar Vybz, que va arribar al número 16 a les llistes Billboard Dance/Electronic. El 21 d'octubre va publicar Outcasts, una col·lecció de 4 CD de demos i senzills inèdits remasteritzats.
El 2017, va estrenar una banda sonora orquestral per a la pel·lícula The Black Room. El 17 d'abril va publicar Jester. Una versió remasteritzada de Jester es va publicar l'1 d'abril de l'any següent.
El 2018 va publicar Highlander, un àlbum de música celta i orquestral, el 30 de març, i Calypso, un àlbum sota l'àlies de Blanco, el 31 d'agost. Un àlbum amb temàtica de Halloween, Slasher, es va publicar el 26 d'octubre després que Vinter conceptualitzés i acabés l'àlbum en poc més de dues setmanes. El 6 de juny de 2019 es va publicar l'àlbum Mortals.
El 4 d'abril de 2020 es va publicar Void. Aquest àlbum va ser un projecte d'un any de durada, el llançament del qual es va commemorar amb un AMA a Reddit.
El 2 de febrer de 2022 es va publicar Krang . L'11 de desembre de 2022 es va publicar Alchemist 2. Aquest àlbum és una reinterpretació de l'àlbum del 2012 titulat Alchemist.

## Discografia
EPs
| Títol           | Detalls                                       |
| --------------- | --------------------------------------------- |
| "Thrillseekers" | - Publicat: 2009 - Format: descàrrega digital |
| "Mindmelt"      | - Publicat: 2012 - Format: descàrrega digital |
| "Heart"         | - Publicat: 2013 - Format: descàrrega digital |
| "Four Days"     | - Publicat: 2013 - Format: descàrrega digital |
| "Thank You"     | - Publicat: 2013 - Format: descàrrega digital |

Senzills
| Títol                       | Detalls del senzill      |
| --------------------------- | ------------------------ |
| "Virus"                     | Publicat: 2009           |
| "Ride Like The Wind"        | Publicat: 2010 (gratuït) |
| "Ninur"                     | Publicat: 2011           |
| "Trevor" feat. Kiazuki      | Publicat: 2012 (gratuït) |
| "Ode To Joy"                | Publicat: 2012 (gratuït) |
| "Shake The Room"            | Publicat: 2012 (gratuït) |
| "Light Years" feat. Razihel | Publicat: 2013           |

Àlbums
| Títol       | Detalls                                                                                  |
| ----------- | ---------------------------------------------------------------------------------------- |
| "Outbreak"  | - Publicat: 7 de maig de 2009 - Format: descàrrega digital                               |
| "Mamachine" | - Publicat: 2 de juny de 2011 - Formato: descàrrega digital                              |
| "Ninur"     | - Publicat: 11 de novembre de 2011 - Discogràfica: SectionZ - Format: descàrrega digital |
| "Vario"     | - Publicat: 22 de febrer de 2012 - Discogràfica: SectionZ - Format: descàrrega digital   |
| "Overworld" | - Publicat: 6 de juny de 2012 - Discogràfica: SectionZ - Format: descàrrega digital      |
| "ISM"       | - Publicat: 9 de setembre de 2012 - Discogràfica: SectionZ - Format: descàrrega digital  |
| "Alchemist" | - Publicat: 12 de desembre de 2012 - Discogràfica: SectionZ - Format: descàrrega digital |
| "Overkill"  | - Publicat: 13 de març de 2013 - Discogràfica: SectionZ - Formato: descàrrega digital    |
| "Cult"      | - Publicat: 7 de juliol de 2013 - Discogràfica: SectionZ - Format: descàrrega digital    |
| "Orakel"    | - Publicat: 11 de desembre de 2013 - Discogràfica: SectionZ - Format: descàrrega digital |
| "Protos"    | - Publicat: 8 d'agost de 2014 - Discogràfica: SectionZ - Format: descàrrega digital      |
| "Zion"      | - Publicat: 13 de desembre de 2014 - Discogràfica: SectionZ - Format: descàrrega digital |
| "Invasion"  | - Publicat: 26 de gener de 2015 - Discogràfica: SectionZ - Format: descàrrega digital    |